# Aphantochroa
Aphantochroa is een geslacht van vogels uit de familie kolibries (Trochilidae). Het geslacht is na DNA-onderzoek opgegaan in het geslacht Eupetomena.
- Eupetomena cirrochloris synoniem: Aphantochroa cirrochloris- sombere kolibrie